# Lilia Cosman
Lilia Cosman (Lansing, 6 de agosto de 2007) es una gimnasta artística rumana nacida en Estados Unidos. Se unió al equipo nacional femenino de gimnasia artística de Rumania en 2022, convirtiéndose en campeona nacional en barras asimétricas, antes de ganar múltiples medallas en varias competiciones a nivel júnior y sénior. En 2024, fue seleccionada para representar Rumania en los Juegos Olímpicos de París de ese año.

## Biografía

### 2007-2022: primeros años
Cosman nació el 6 de agosto de 2007 en Lansing, Míchigan, con doble ciudadanía de Estados Unidos y Rumania. Sus padres nacieron en Rumania y emigraron a los Estados Unidos en 2001. Comenzó a hacer gimnasia a los cuatro años porque su hermana mayor también era gimnasta.

### 2022-23: competiciones juveniles
Cosman se mudó a Deva, Rumania, a los 15 años, en 2022 y se unió a la selección nacional rumana. Comenzó a entrenar con la entrenadora Liliana Cosma. En el Campeonato de Rumania de 2022, se convirtió en campeona nacional en las barras asimétricas y también quedó quinta en la prueba general y en la viga de equilibrio. Luego compitió en la Copa Gymnova celebrada en Keerbergen, Bélgica, quedando cuarta en la competición general y ganando una medalla de bronce en la competición por equipos. Luego, en el Campeonato Rumano Juvenil Individual, ganó una medalla de bronce en el concurso completo y medallas de plata en salto y barras asimétricas.

### 2023-presente: competiciones sénior
Cosman cumplió los requisitos de edad para competiciones internacionales sénior en 2023. Hizo su debut internacional absoluto en el Campeonato Europeo de 2023 y contribuyó en el salto y las barras asimétricas al quinto puesto de Rumania. Ganó la medalla de bronce en el campeonato rumano detrás de Ana Bărbosu y Sabrina Voinea, y ganó una medalla de plata en la final de barra de equilibrio. Compitió en el amistoso de Heidelberg con la selección rumana que ganó una medalla de plata detrás de Alemania. Fue seleccionada para competir en el Campeonato Mundial de 2023 junto a Bărbosu, Voinea, Amalia Ghigoarță y Andreea Preda. El equipo terminó en décimo lugar, lo que le valió a Rumania una plaza para los Juegos Olímpicos por primera vez desde 2012.
Cosman compitió en el Campeonato Europeo de 2024 y quedó cuarto en la final de la barra de equilibrio. También ayudó a Rumania a quedar cuarta en la final por equipos, y terminó octava en la categoría individual. Terminó cuarta en el All-Around en el Trofeo RomGym de 2024 y ganó una medalla de bronce en las barras asimétricas detrás de la argelina Kaylia Nemour y la húngara Zsófia Kovács. Más tarde ese año, Cosman fue seleccionada para competir en los Juegos Olímpicos de Verano de 2024 junto a Ana Bărbosu, Amalia Ghigoarță, Andreea Preda y Sabrina Voinea.